# Henryk Pilch

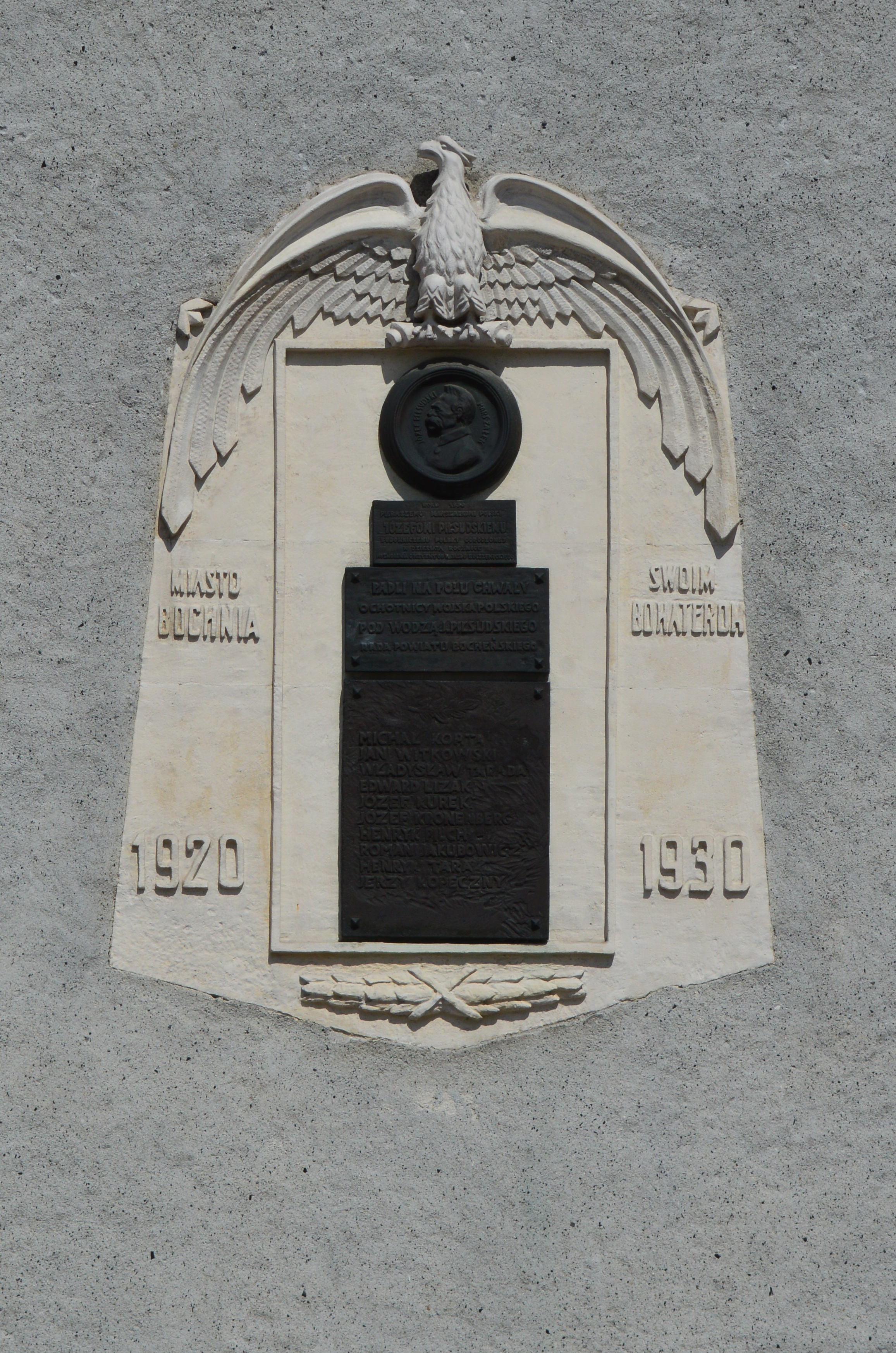
Tablica pamiątkowa na ścianie frontowej budynku starostwa w Bochni

Henryk Pilch (ur. 26 maja 1889 w Nieszkowicach Małych, zm. 19 sierpnia 1920 w Sokołowie Podlaskim) – starszy sierżant Wojska Polskiego, uczestnik I wojny światowej i wojny polsko-bolszewickiej. Kawaler Orderu Virtuti Militari.

## Życiorys
Urodził się 26 maja 1889 w Nieszkowicach Małych, w ówczesnym powiecie bocheńskim Królestwa Galicji i Lodomerii, w rodzinie Jana i Katarzyny z domu Jawień. Absolwent szkoły ludowej. Zmobilizowany w 1914 do armii austriackiej walczył m.in. na froncie francuskim podczas I wojny światowej, także we Włoszech. Od listopada 1918 w odrodzonym Wojsku Polskim. Służył w 3 kompanii karabinów maszynowych 2 pułku strzelców podhalańskich. Walczył na froncie polsko-bolszewickim, gdzie szczególnie zasłużył się w bitwie pod Kockiem 16 sierpnia gdzie "z własnej inicjatywy zorganizował pościg za cofającym się nieprzyjacielem, wywołując panikę w jego szeregach".
Zginął 19 sierpnia 1920 w czasie bitwy pod Sokołowem Podlaskim podczas próby wydostania się z okrążenia. Za dzielną postawę podczas walk odznaczony pośmiertnie Orderem Virtuti Militari.  
Żonaty ze Stefanią Żabą. Troje adoptowanych synów i córka.
Nazwisko i imię Henryka Pilcha zostało wyryte na kamiennej tablicy „Miasto Bochnia swoim Bohaterom 1920–1930”, umieszczonej na ścianie frontowej budynku starostwa w Bochni.

## Ordery i odznaczenia
- Krzyż Srebrny Orderu Wojskowego Virtuti Militari nr 5573 – pośmiertnie, 18 września 1922[3][1][5]